# Carl Johan Bonnesen
Carl Johan Bonnesen (né le 26 mai 1868 à Aalborg et mort le 13 décembre 1933 à Copenhague) est un sculpteur danois. Il se spécialise dans les représentations d'animaux et dans les sujets de la mythologie nordique. Récipiendaire de la Médaille Eckersberg en 1900, ses œuvres publiques incluent Le combat de Thor contre les Jötunns, qui orne le toit de la Nouvelle Brasserie Carlsberg, à Copenhague. 

## Biographie
Carl Bonnesen est né le 26 mai 1868 à Aalborg au Danemark. Il suit une formation de menuisier pendant deux ans avant de déménager à Copenhague où il est admis à l'Académie royale des beaux-arts du Danemark en 1887. Il y étudie sous les professeurs Theobald Stein et Christian Carl Peters avant d'obtenir son diplôme en 1889.
Après avoir terminé ses études, Bonnesen voyage beaucoup au cours des années 1890. De 1894 à 1895, il vit à Paris où il fréquente le cercle de Stephan Sinding, avec qui il a plus en commun qu'avec ses anciens professeurs Stein et Peters. En 1898, il visite l'Egypte et l'Asie de l'Est. Ses pérégrinations le mènent également aux États-Unis.
Bonnesen se mérite rapidement des commandes. À l'âge de 22 ans, en 1891, le collectionneur Heinrich Hirschsprung lui achète sa première sculpture, coulée dans le bronze. Intitulée Un barbare, elle est aujourd'hui exposée dans le jardin de la collection Hirschsprung, à Copenhague. 
La première sculpture qu'il expose est Un groupe victorieux de Huns, en 1899. L’œuvre est bientôt suivie par Un barbare (1891), L'ère des Huns (1893), Un Bédouin (1897) et Un soldat chinois à cheval (1900).

Son mécène le plus important est le brasseur Carl Jacobsen (de la société Carlsberg), qui lui commande notamment une statue de Thor conduisant son chariot à travers la voûte céleste. La statue en cuivre, Le combat de Thor contre les Jötunns, orne le sommet d'un des édifices des brasseries Carlsberg. Le dernier mécène important de l'artiste est Harald Plum, qui lui commande un immense groupe sculptural, Thor luttant contre les Géants, pour l'installer sur son île privée, Thorø. La statue se dresse maintenant à Odense.

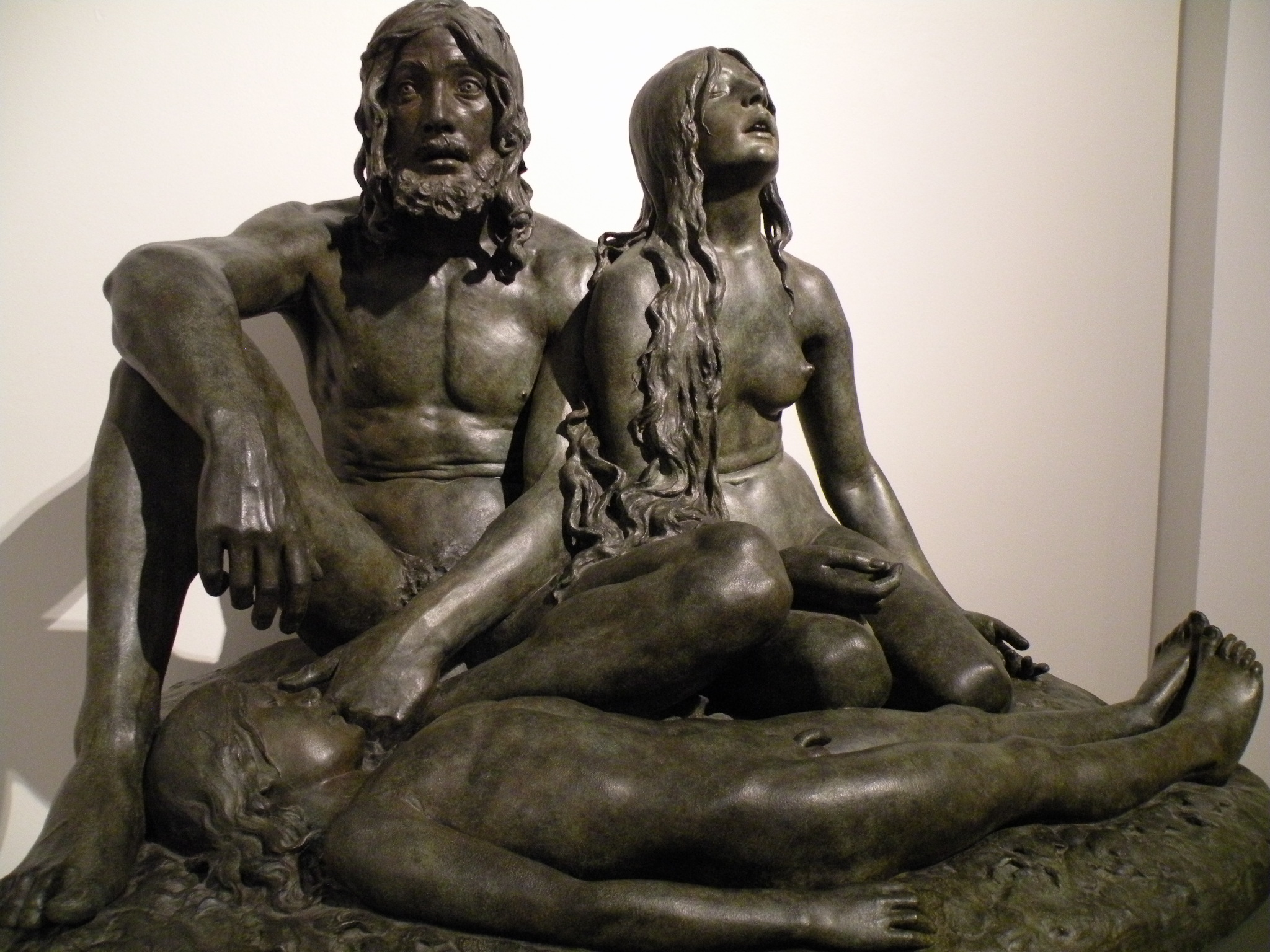
Adam et Eve devant le corps d'Abel (1900).

Au cours de sa carrière, Bonnesen a produit une collection vaste et diversifiée de statues et statuettes. Celles-ci incluent Adam et Eve devant le corps d'Abel (1900) et Deux lions (au Statens Museum for Kunst) ainsi que plusieurs statuettes faisant partie de collection Hirschsprung.
Depuis 1969, plusieurs moulages en plâtre de Bonnesen ont été exposés dans la mine désaffectée de Thingbæk Kalkminer, convertie en lieu d'exposition.

## Liste de statues publiques
- Un barbare, jardin de la collection Hirschsprung, Copenhague (1891)
- Le combat de Thor contre les Jötunns, toit de la Nouvelle Brasserie Carlsberg, Copenhague (1901)
- Diana (statue équestre), Trondhjems Plads, Copenhague (1908)
- Christian IX (statue équestre), John F. Kennedy Plads, Aalborg
- La musique, Wagnersvej, Copenhague (1913)
- La mère, Amorparken, Copenhague (1932)
- Thor luttant contre les Géants, jardins de Glud & Marstrand, Odense, Danemark (1926)

## Distinctions
- Médaille Eckersberg, 1900
- Médaille Thorvaldsen, 1930

## Galerie

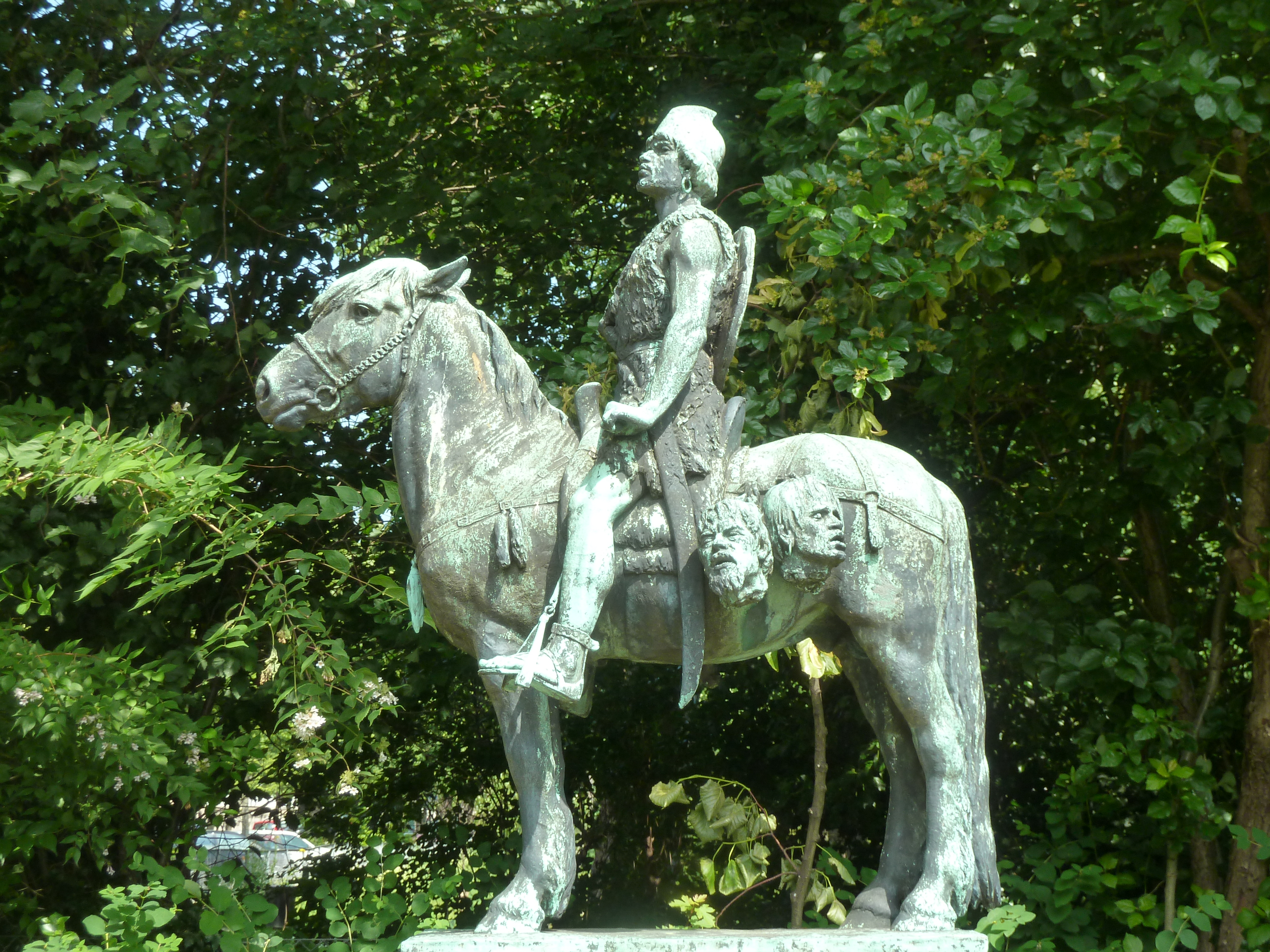
Un barbare, jardin de la collection Hirschsprung, Copenhague (1891)
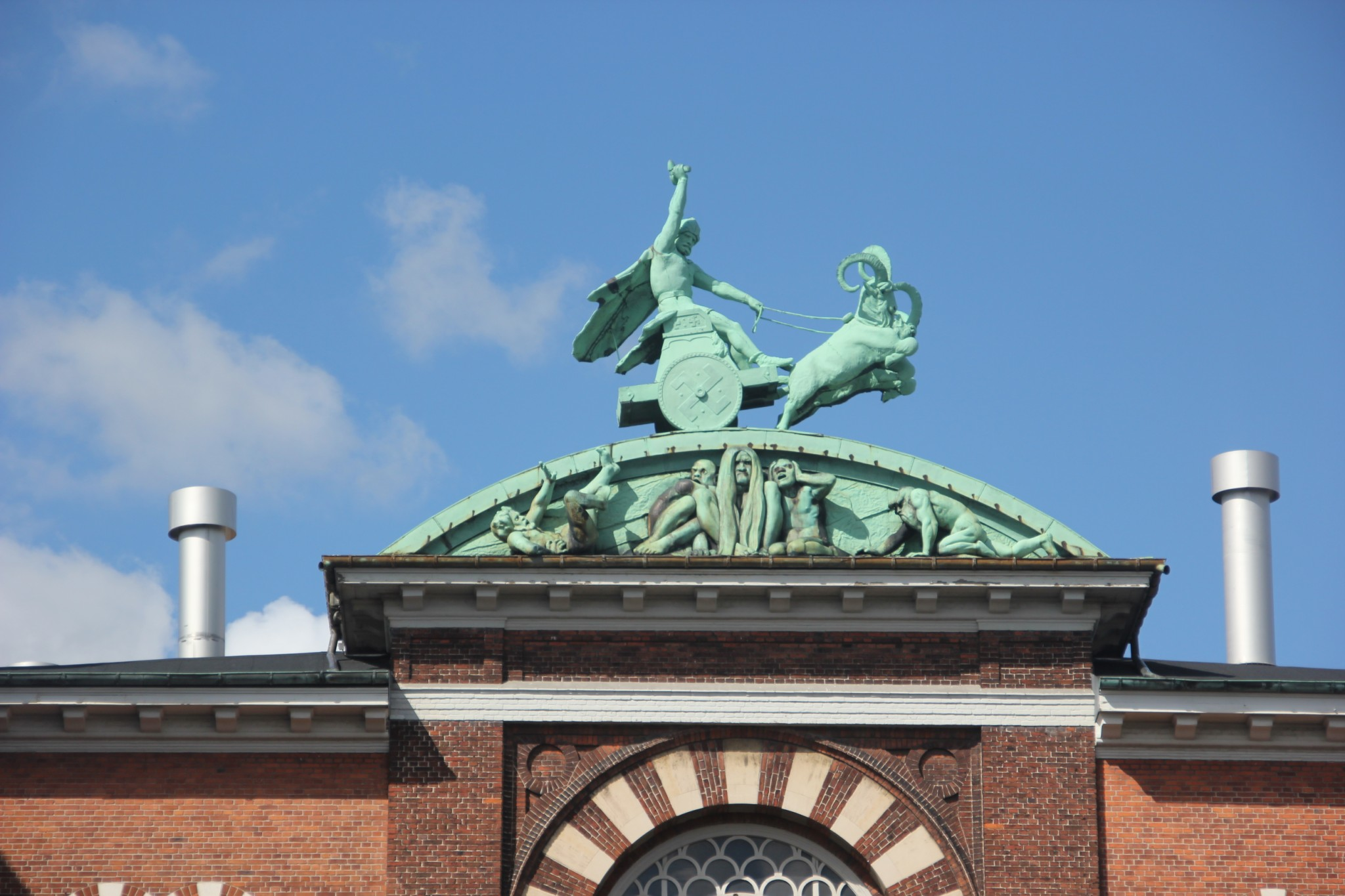
Le combat de Thor contre les Jötunns, toit de la Nouvelle Brasserie Carlsberg, Copenhague (1901)
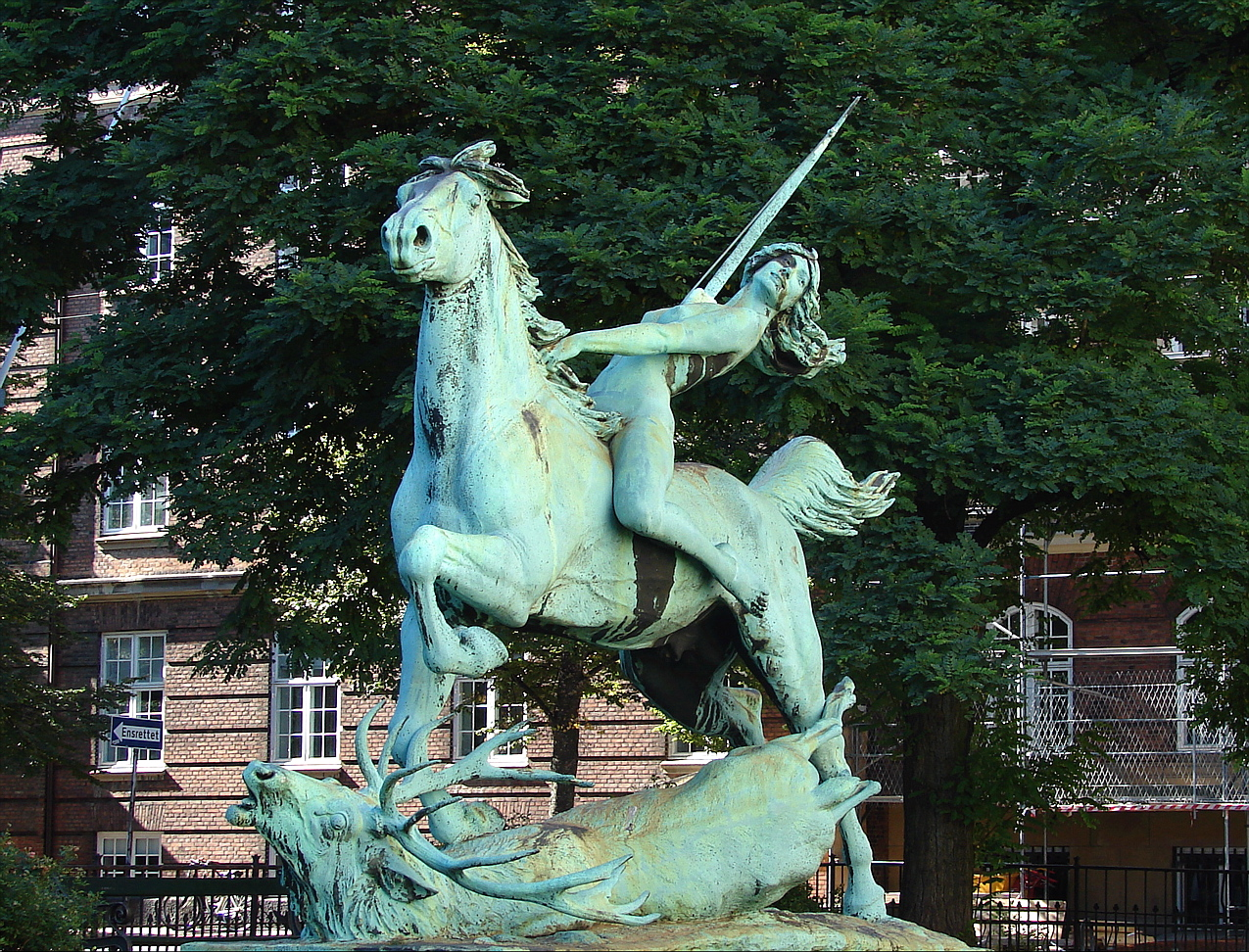
Diana (statue équestre), Trondhjems Plads, Copenhague (1908)
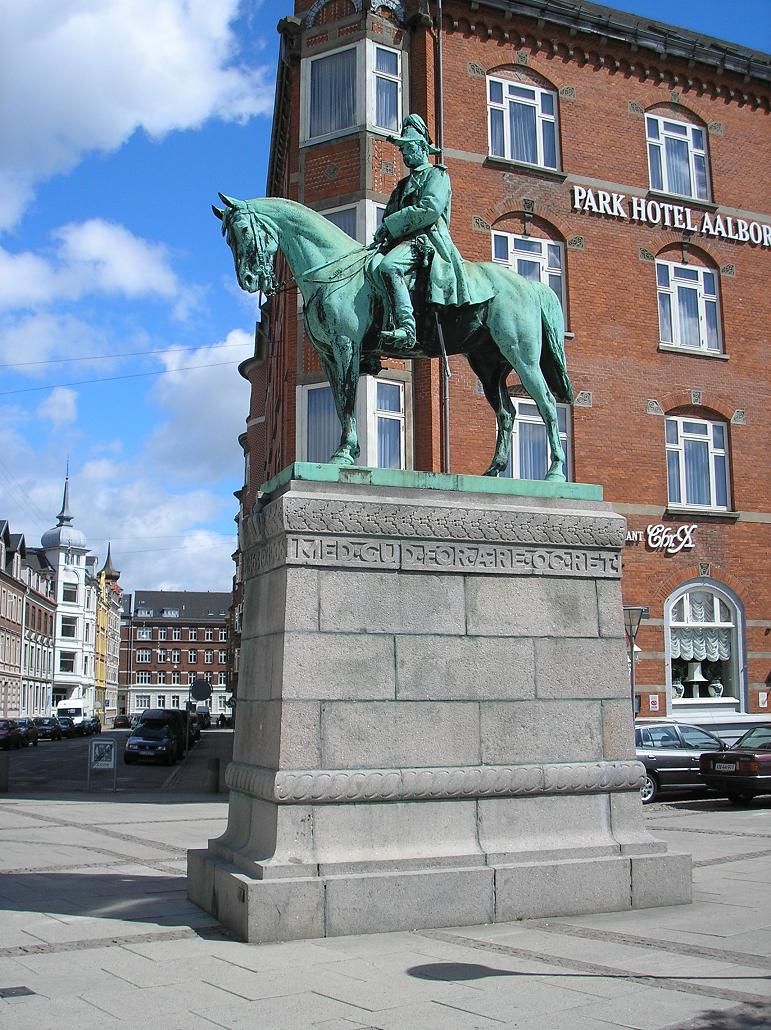
Christian IX, Aalborg (1910)